# Buddleja alata
Buddleja alata är en flenörtsväxtart som först beskrevs av Alfred Rehder och E. H. Wilson (pro sp., och fick sitt nu gällande namn av In Sarg.. Buddleja alata ingår i släktet buddlejor, och familjen flenörtsväxter. Inga underarter finns listade i Catalogue of Life.